# ژول باستین-لپاژ
ژول باستین-لپاژ (فرانسوی: Jules Bastien-Lepage‎; ۱ نوامبر ۱۸۴۸ – ۱۰ دسامبر ۱۸۸۴) نقاش اهل فرانسه بود که آثارش با سرآغاز جنبش ناتورالیسم همراه بود.
او برندهٔ جوایزی همچون جایزه بزرگ رم شده‌است.

## نگارخانه

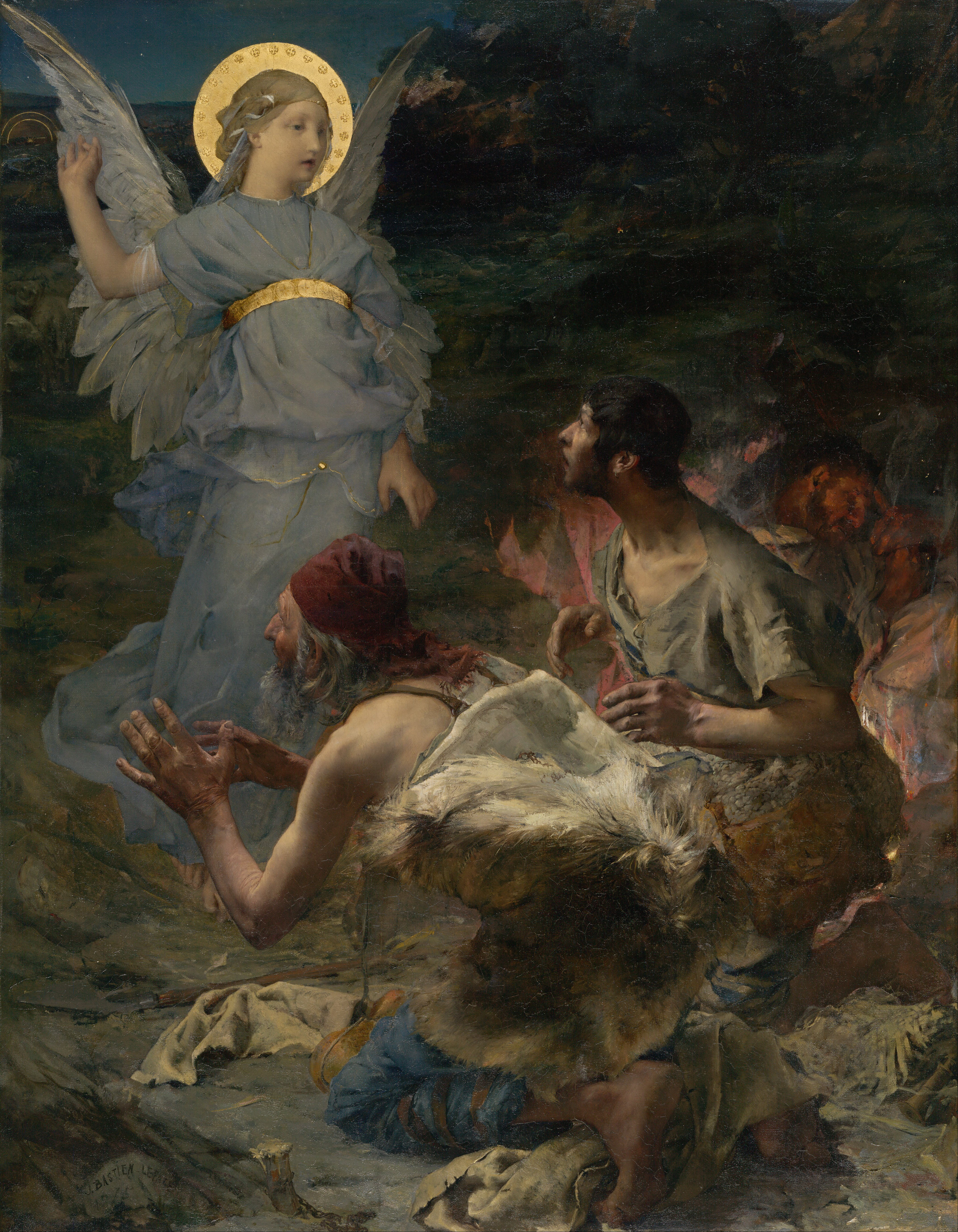
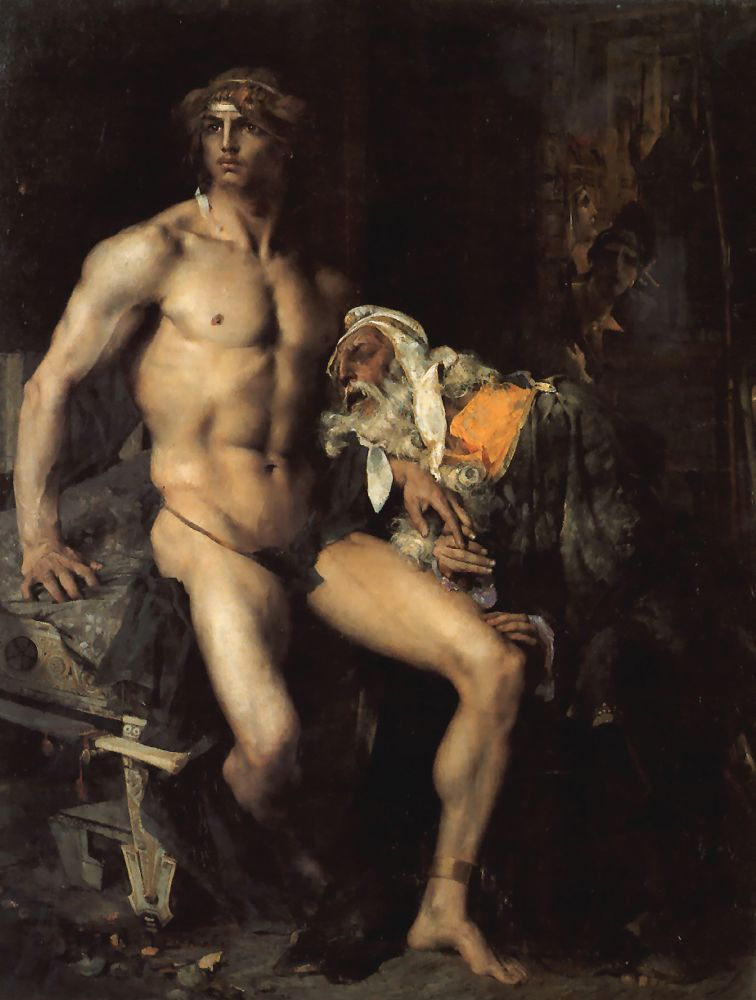
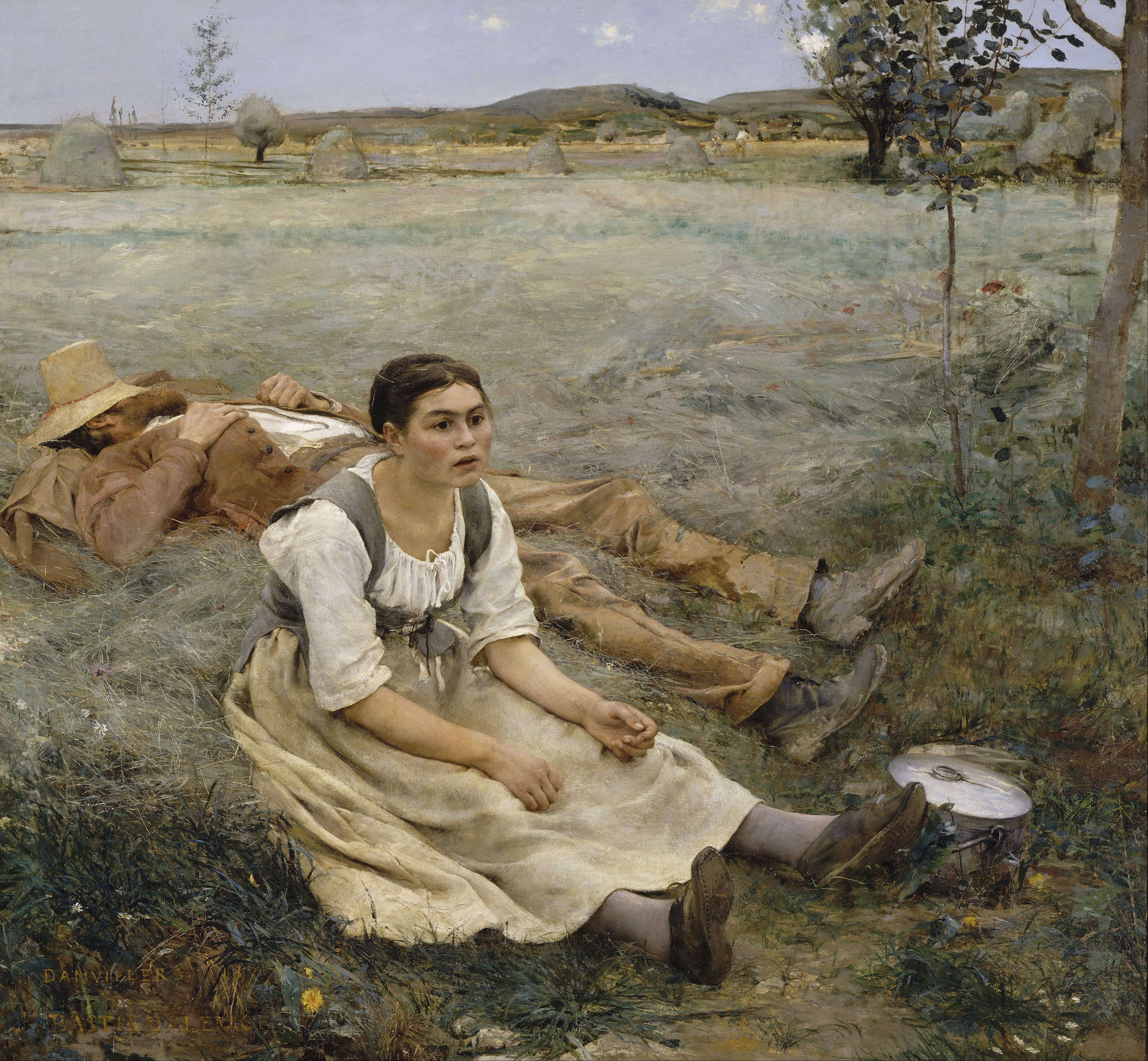
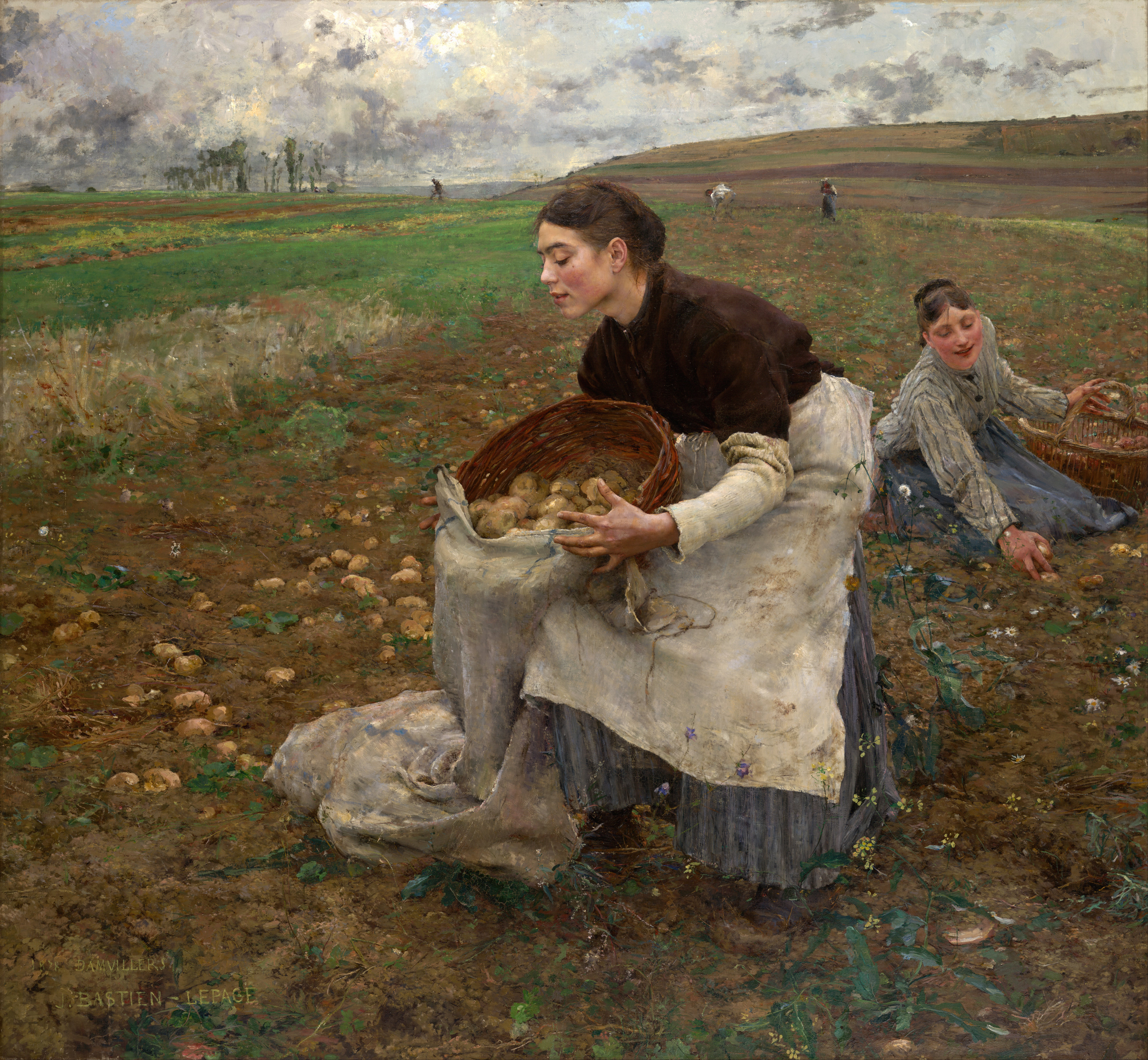
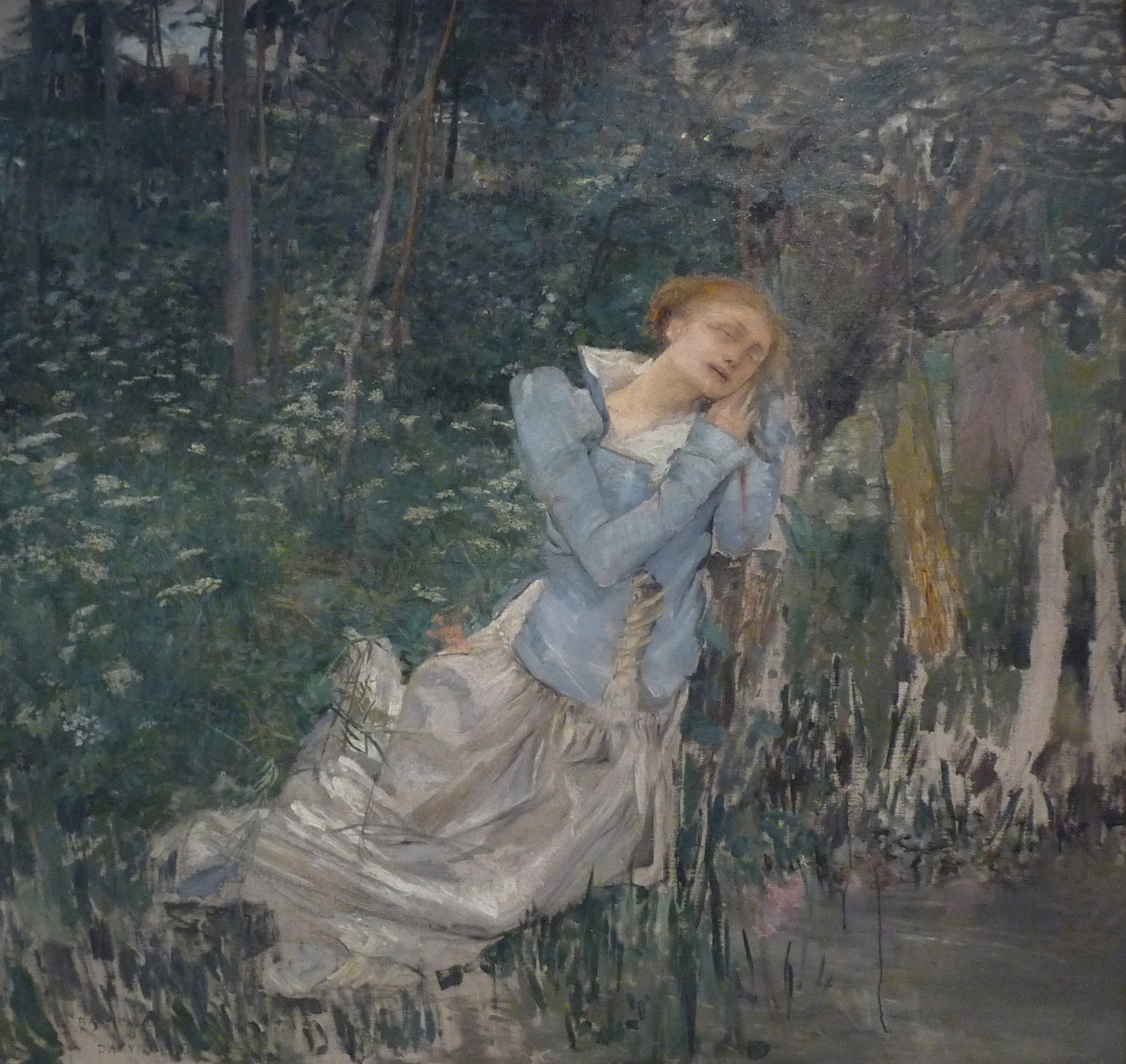
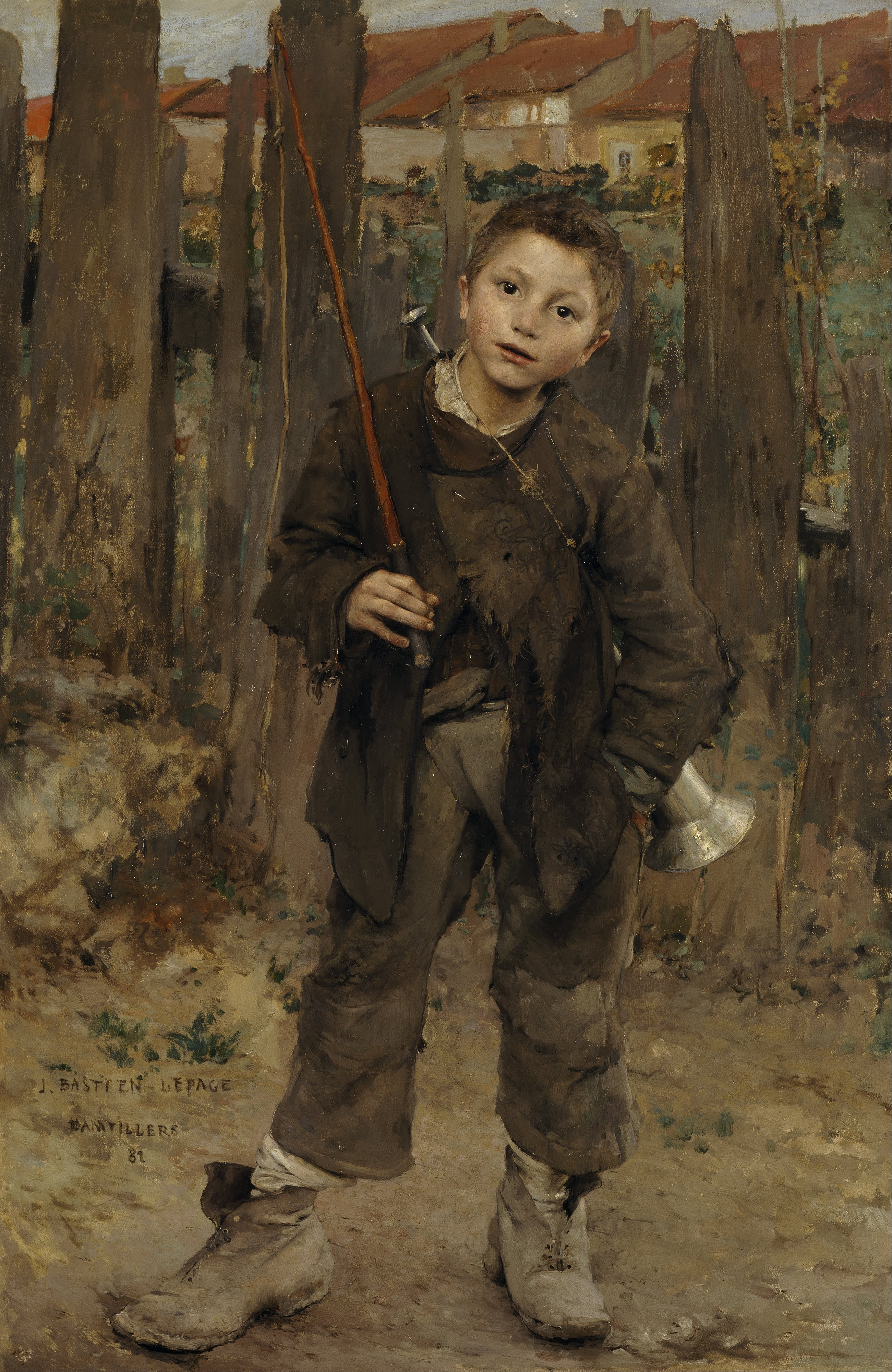
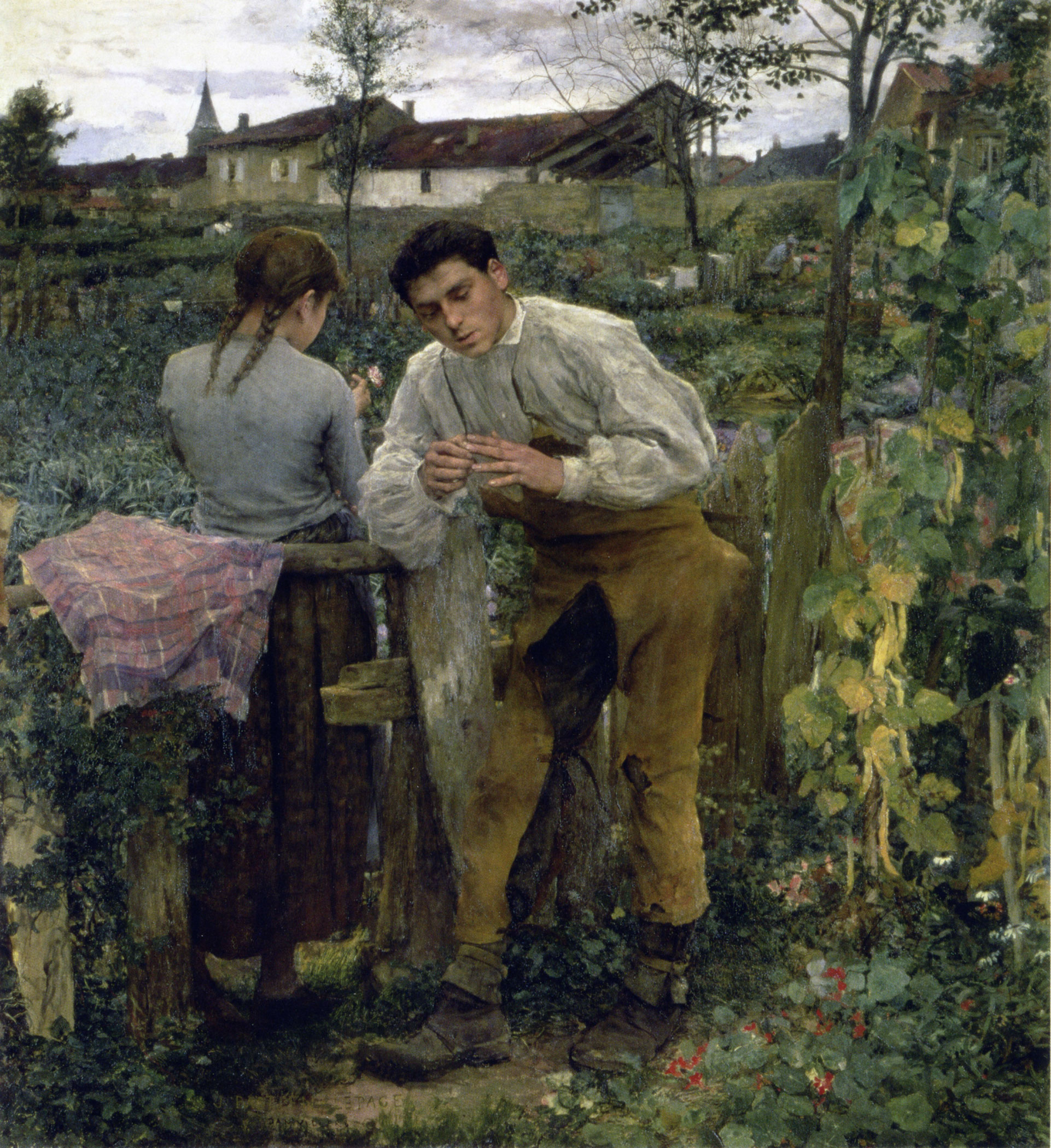